# هويتشورابا
هويتشورابا هي مدينة وبلدية في تشيلي تقع في محافظة سانتياغو ، في إقليم سانتياغو متروبوليتان .

## المناخ
تتميز هويتشورابا بمناخ متوسطي معتدل : صيف حار وجاف نسبيًا (من نوفمبر إلى مارس) مع درجات حرارة تصل إلى 35 درجة مئوية (95 درجة فهرنهايت) في الأيام الحارة ؛ الشتاء (من يونيو إلى أغسطس) أكثر رطوبة، مع درجات حرارة يومية قصوى تبلغ 12 درجة مئوية (54 درجة فهرنهايت)، ودرجات حرارة دنيا تزيد عن درجة التجمد ببضع درجات.